# Hildur Friis-Hansen
Hildur Friis-Hansen (født 24. januar 1908 i København, død 9. december 1983 i København) var 1961-1969 administrerende direktør for Nordisk Fjer.